# 航海路
航海路是河南省郑州市东西走向的一条主干道，航海路始建于1986年3月，得名于路北的海军文化补习学校（今中国船舶重工集团公司第七研究院713所），造船跟航海有关，故这条道路为称为航海路。至2000年5月，航海路拓宽到34米。同时，航海路的两边还铺设了郑州市首个无障碍设施残疾人通道。